# Cestovní pojištění
Cestovní pojištění je neživotní pojištění, uzavírané mezi pojištěným (klientem) a jím vybranou pojišťovnou před cestou (ve většině případů) do zahraničí. Účelem tohoto pojištění je úhrada léčebných výloh v případě náhlého onemocnění nebo úrazu.

## Charakteristika
Primární účel cestovního pojištění je úhrada léčebných výloh v případě náhlého onemocnění nebo úrazu v zahraničí. K pojištění ale pojišťovny také nabízejí:
- pojištění ztráty nebo odcizení zavazadel,
- pojištění odpovědnosti za škodu,
- pojištění trvalých následků a smrti úrazem,
- pojištění rizikových sportů,
- pojištění nevyužití dovolené,
- pojištění ztráty dokladů,
- pojištění veterinární péče,
- pojištění storna zájezdu,
- pojištění cestování letadlem (zpoždění a zrušení letu, zpoždění a ztráta zavazadel, refundace letenek).
- právní asistence,
- pojištěn domácnosti po dobu dovolené,
- pojištění vozidla z půjčovny,
- autoasistence k cestovnímu pojištění.

Nedílnou součástí cestovního pojištění je zdravotní asistenční služba, která klientovi poradí, na jaké lékařské zařízení se v případě úrazu obrátit, a pomůže mu s komunikací v cizím jazyce. Číslo na ni klient najde na kartičce, kterou dostane k cestovnímu pojištění. Tato základní služba je vždy zdarma. Existuje i možnost připlacení za nadstandardní služby, které pomohou při vzniku tíživé situace v zahraničí.

## Smlouva o cestovním pojištění
Ve smlouvě mezi pojistitelem (pojišťovnou) a pojištěným (klientem) si oba určí tzv. limit pojistného plnění. Přesáhnou-li náklady na léčbu tento limit, pojištěný zbytek nákladů spojených s léčbou hradí sám. Čím vyšší je dohodnutý limit plnění, tím dražší je pojistné. Obsahem smlouvy jsou také rozsah služeb a výluky z pojistných událostí.
Smlouvu může zájemce uzavřít na pobočce pojišťovny nebo online přes internet. K online sjednání mohou sloužit také zprostředkovatelé, kterými jsou zpravidla agregátoři nabídek vybraných pojistitelů tzv. srovnávače. K uzavření smlouvy o cestovním pojištění jsou zpravidla potřeba osobní údaje pojištěných osob (datum narození, případně rodné číslo), dále pak datum odjezdu a příjezdu, cílová destinace.
Většinou je pro uzavření cestovního pojištění nutné, aby se pojištěná osoba nacházela na území ČR. Některé pojišťovny umožňují cestovní pojištění sjednat i ze zahraničí, v některých případech však běží ochranná lhůta (hodiny i dny), než začne pojištění platit.

## Nejdůležitější parametry cestovního pojištění
Důležitým parametrem při výběru cestovního pojištění by neměla být cena pojištění. Ta je ostatně závislá zejména na sjednaném pojistném plnění, jeho limitech, zvolených připojištěních a délce pobytu. To podstatné jsou právě limity pojistné plnění a rozsah připojištění.
Zvolte odpovídající limit léčebných výloh dle destinace, do které cestujete a s přihlédnutím ke věku a zdravotnímu stavu. V rámci běžných cest po Evropě by měl obvykle stačit limit kolem 3 mil. Kč až 5 mil. Kč. Zejména proto, že v rámci EU jsou občané krytí i evropskou kartou pojištěnce EHIC. Pro cesty do vzdálenějších nebo exotických destinací je vhodné volit vyšší limity minimálně od 20 mil. Kč. Důvodem je, že v některých zemích (např. USA, Australie) je zdravotní péče často mnohem dražší než v CŘ. V jiných zemích je zase zdravotní péče špatně dostupná a hrozí dlouhé převozy specializovanými prostředky do lépe vybavených zdravotnických zařízení (Afrika).
V rámci léčebných výloh je potřeba věnovat pozornost sublimitu na stomatologickou péči, který je většinou výrazně nižší, než celkový limit léčebných výloh. Vzhledem k cenám zubního ošetření je vhodné vybrat produkt s limitem alespoň 15 000 Kč.
Před cestou je potřeba zvážit, jaké aktivity bude pojištěný na dovolené vykonávat a zkontrolovat je se seznamem sportů vybrané pojišťovny. Některé druhy sportů pojišťovny vůbec nekryjí, jiné mají omezení například hloubkou potápění, výškou a obtížností horské turistiky nebo vzdáleností od pobřeží u jachtingu.
Pokud nemá turista sjednáno pojištění odpovědnosti za škodu k pojištění domácnosti, je vhodné si jej připojistit v rámci cestovního pojištění. Pojištění kryje před škodami, které turista způsobí neúmyslně třetím osobám. V některých zemích je toto pojištění vyžadováno místními zákony např. na sjezdovkách (např. Rakousko, Itálie) a musíte mít doklad, který bude toto pojištění prokazovat. 
Zdarma nabízejí cestovní pojištění nejčastěji banky k vybraným finančním produktům, např. k finančním kartám (kreditní, debetní). Ani u tohoto produktu by však klient neměl opomenout zkontrolovat pojistné limity a rozsah pojištění, popřípadě i možnosti připojištění.
Cestovní pojištění zdarma nabízí také některé společnosti k povinnému ručení či cestovní kanceláře ke svým zájezdům.
Cenově výhodnější nabídku může klient získat také při sjednání pojištění online přes internet. Běžná sleva na online sjednané cestovní pojištění je 5 – 50 % dle obchodní politiky pojišťovny. Cenovou výhodnost může skýtat i sjednání pojištění přes specializované internetové portály tzv. srovnávače cestovního pojištění. Někteří pojistitelé nabízejí na srovnávačích jiné produkty i ceny, než na pobočkách nebo vlastních webových stránkách.

## Storno zájezdu
Toto pojištění kryje storno celého zájezdu ze závažných důvodů uvedených v pojistných podmínkách, ale například i storno samostatné letenky nebo ubytování. Záleží jakou pojistnou částku (hodnotu zájezdu) při sjednání klient uvede a jestli má zakoupený celý zájezd nebo pouze letenku. Toto pojištění je nutné sjednat maximálně do několika dní od zakoupení zájezdu dle konkrétní pojišťovny (většinou 3 až 5 dní) a v dostatečné lhůtě před odjezdem. Pojišťovny se tak kryjí před spekulativním chováním. Důvody akceptované pro uplatnění storna zájezdu jsou většinou nemoc, úraz, smrt osoby blízké, ztráta zaměstnání, zničení majetku a jiné závažné životní události.

## Výluky
Při sjednání cestovního pojištění je dobré brát zřetel na možné výluky. Ty jsou uvedené ve smlouvě a pojistných podmínkách, a pokud nastanou, pojišťovna není povinna hradit vzniklé náklady na léčbu. K těmto výlukám patří zpravidla zranění po požití alkoholu, drog nebo jiných omamných látek.
K výlukám ale velmi často náleží také náklady spojené s chronickými nemocemi, které pacient prodělal rok před uzavřením pojistky. Patří sem také náklady související s rizikovým těhotenstvím, porodem nebo s komplikacemi po určitém týdnu. Cestovní pojištění taktéž obvykle neřeší poškození cizího majetku nebo ublížení na zdraví, což je zejména v zimě na lyžích poměrně časté. Tyto případy kryje pojištění odpovědnosti pro případ poškození majetku nebo ublížení na zdraví.
Cestovní pojištění pak také neplatí v rizikových zemích, tj. například v takových, kde hrozí epidemie nebo teroristické útoky. Seznam těchto zemí se vyskytuje na oficiální stránce ministerstva zahraničních věcí.

## Evropský průkaz zdravotního pojištění
V rámci Evropské unie pokrývá část služeb cestovního pojištění Evropský průkaz zdravotního pojištění, známý též jako EHIC (European Health Insurance Card). Konkrétně jde o zdravotní služby, které však podléhají podmínkám dané země, a pojištěnci proto mohou např. doplácet spoluúčast na ošetření nebo si sami hradit doplatek za léky. Jestliže nastane důvod pro ošetření, je nutné prokázat se evropským průkazem zdravotního pojištění, aby bylo možné získat stejné podmínky péče jaká platí pro místní obyvatele. Zároveň je nutné péči čerpat ve zdravotnických zařízeních, která jsou financována v dané zemi z veřejného zdravotního pojištění. Běžné zdravotní pojištění však neposkytuje stejnou ochranu, jako komerční cestovní pojištění. Z EHIC nejsou hrazeny náklady pro účely záchranných akcí (např. pátrání horské služby, vrtulník apod.) nebo repatriace ostatků a neobsahuje zdravotní asistenční službu, která zajistí tlumočení u lékaře nebo překlady lékařských zpráv.